# Kerala Piravi
Kerala Piravi é uma celebração que marca o nascimento do estado de Querala, na Índia. Instituído em 1 de novembro de 1956, Querala é o estado localizado mais ao sul da Índia, formado após o Movimento de independência da Índia, em 15 de agosto de 1947. Anterior à data, o estado era composto por três províncias independentes de Malabar, Cochim e Travancore. A etimologia de Querala é resultado do primeiro governador da região, Keralian Thamboran.

## História
Antes de 1956, Querala era composta pelas províncias de Malabar, Cochim e Travancore. Malabar, portanto, formava territórios do norte com Thalassery, Cananor e Kasaragod, além de uma porção territorial francesa de Mahé. Durante a subdivisão administrativa da Presidência de Madras, a região ficou sobre domínio britânico. 
Uma série de descontentamentos populares de cunho político foi iniciada em Travancore e Cochim. Mais tarde, no ano de 1947, ambas as cidades juntaram-se às outras em prol da independência local. Em 1 de julho de 1949, Travancore e Cochim uniram-se para a formação unificada do estado de Travancore-Cochim. Querala, no entanto, continuou com divisões políticas até a década de 1950. 
O movimento Aikya Kerala, focado na formação e independência do estado de Querala, ganhou forças e deu ímpeto à reorganização estatal do estado em termos linguísticos.

## Celebração

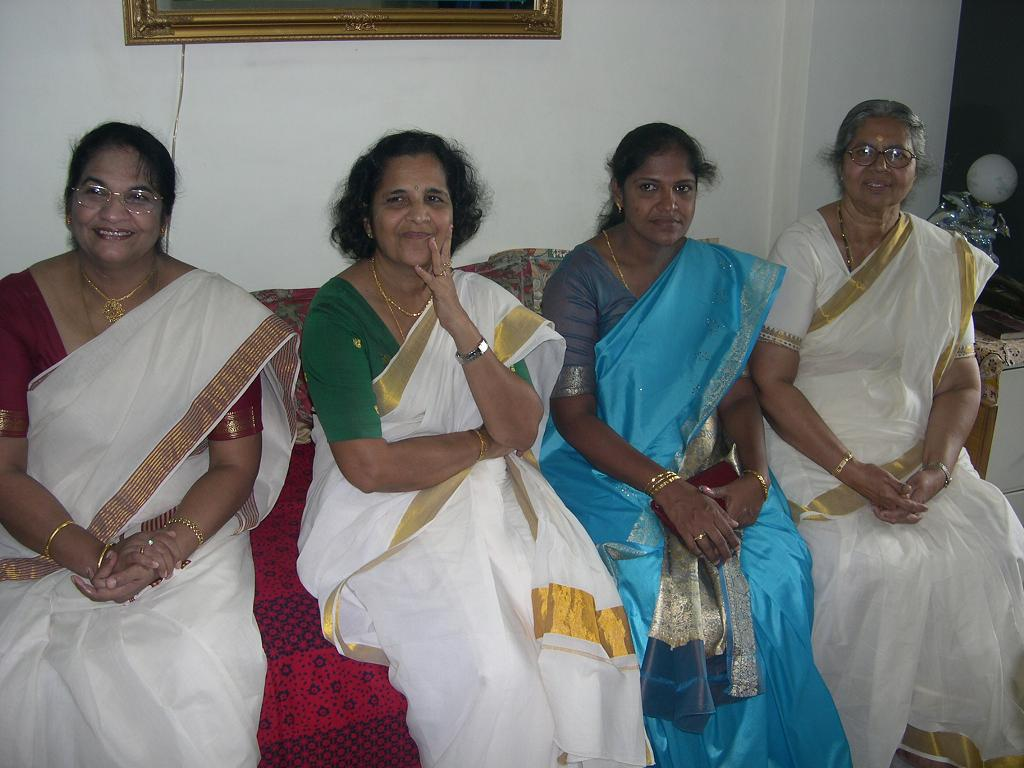
Mulheres utilizando o traje kerala sari característico da região.

A celebração do Kerala Piravi ocorre anualmente no dia 1 de novembro. Com o intuito de memorar a formação local do estado, unem-se povos de seitas hinduístas, cristãs e islâmicas.
Mulheres, portanto, são uma das evidências da comemoração, devido ao uso traje kerala sari, comum na região. A celebração contém, ainda, a infusão de elementos artísticos envolvendo a dança, a caligrafia decorativa, desenhos, recitação de poemas, entusiasmo literário e recitação de poesias. 
Devido ao impacto de independência no estado de Querala, durante o dia comemorativo, a população comunica-se apenas em língua malaiala, em respeito às tradições locais.